# 大倉川 (静岡県)
大倉川（おおくらがわ）は、静岡県富士宮市を流れる富士川水系の一級河川。

## 地理
静岡県富士宮市佐折（さおり）地区に流れを発し、富士宮市精進川地区で芝川に合流する。
上流部に大倉川農地防災ダムがあり、富士宮市で唯一のダム湖となっているが、普段はあまり水を貯えておらず、わずかに水が溜まっている程度である。また下流部の精進川地区には大倉川発電所や養鱒場がある。